# スコーレ家庭教育振興協会
公益社団法人スコーレ家庭教育振興協会（スコーレかていきょういくしんこうきょうかい）は、家庭教育講座等を展開している公益社団法人。会長は永池榮吉。本部は神奈川県相模原市中央区淵野辺四丁目37番17号。

## 概要
「国際スコーレ協会」として1980年7月発足。1999年8月、当時の文部省から社団法人の認可を受け「社団法人スコーレ家庭教育振興協会」と名称変更した。「スコーレ（SCHOLE）」は学び・遊び・余暇を意味するギリシャ語で、「スクール」の語源。
活動拠点は全国約1000か所。特定の宗教やイデオロギーとは一線を画しており、入会金と月会費を納めれば誰でも入会できる。会員以外も参加可能な講座も開いている。
雑誌「すこ〜れ」を毎月発行している。

## 主な活動

### 各種セミナー
母親講座や講演会などを全国各地で年間400回以上開いている。文科省主催の全国生涯学習フェスティバルにも第1回から毎年参加している。

### ボランティア活動
ベルマーク、ロータスクーポン、未使用はがき（書き損じはがき）、使用済み切手などの収集ボランティア、ユニセフ街頭募金を実施している。しいのみ学園（福岡県）の支援もしている。

### 早朝研修
毎朝午前5時から5時半、全国数十か所で開催。1日も休まない。

### 心身開発トレーニング
腹式呼吸による発声主体のトレーニング。ストレス解消を図り、自然治癒力を高め、老化防止に役立つとしている。

### 生活カウンセリング
会員の子供、夫婦、嫁姑問題などの悩み相談を受け付ける。

### スコーレ・マスターズ
成人男性限定でセミナーなどを行う。

### スコーレ・グレイセス
原則60歳以上の女性限定でセミナーなどを行う。